# Richard Feder

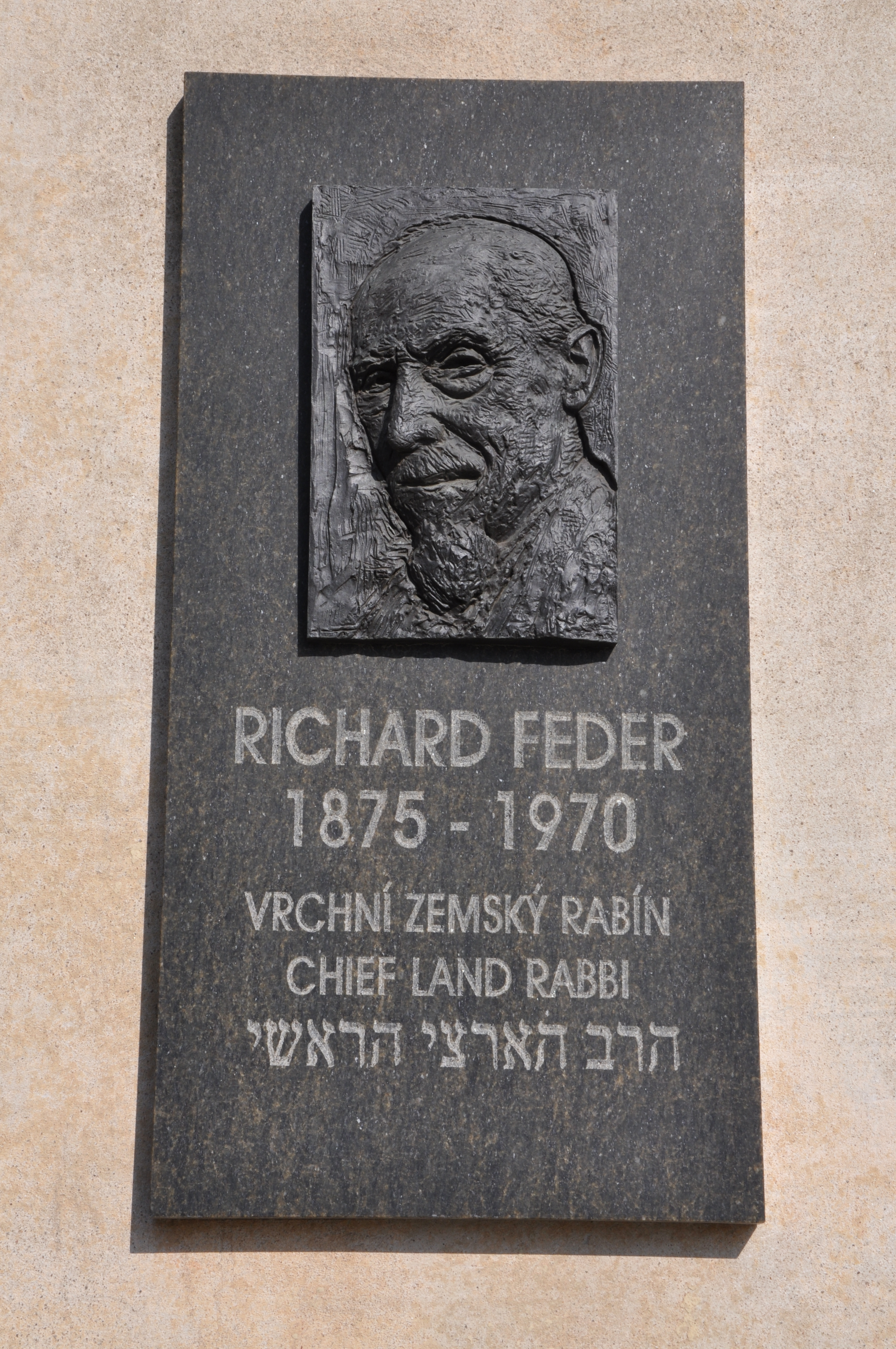
Emléktábla egykori otthonának falán

Richard Feder (Václavice, 1875. augusztus 26. – Brno, 1970. november 18.) cseh tudós, rabbi, a theresienstadti tábor foglya, műfordító és író.

## Élete
Egy német-zsidó iskolába járt Benešovban, majd a prágai piarista gimnáziumban érettségizett. Ezután Bécsben tanult filozófiát, majd a városban járt rabbiszemináriumba. 1896 és 1903 között a Héber Irodalom Fordító Intézetében tanult. Történelmi műveket írt a zsidó közösségek történetéről, valamint számos tankönyvet és népszerű tudományos munkát a zsidó hitről.
Az 1903-as rabbivá való kinevezése után először Kojetínben, majd Lounyban és Roudnice nad Labemben dolgozott, míg végül 1917-ben Kolínba került, ahol 1917–1942 és 1945–1953 között a kolíni zsidó hitközség rabbijaként szolgált. Tanított a Kolíni Kereskedelmi Akadémián is.
A német csapatok bevonulása után felismerte a zsidó lakosságra leselkedő veszélyt, ezért megpróbálta megszervezni a zsidók emigrációját egy olyan országba, amely nem állt a nemzetiszocialisták irányítása alatt. 1939. április 26-án levelet írt a Szociális és Egészségügyi Minisztériumnak, amelyben felvázolta a zsidók tömeges kivándorlására vonatkozó elképzeléseit. A levélben már javasolta az első szervezési lépéseket, és egy körülbelül 500 zsidóból álló csoportról beszélt a városból. Ezek közül a tervek közül azonban egyiket sem sikerült megvalósítani (amelyek közül a Francia Guyanába való kivándorlás volt a legígéretesebb).
1942-ben, majdnem 67 éves korában, a Prágától északra fekvő theresienstadti koncentrációs táborba deportálták. Túlélte a fogságot, és 1945-ös felszabadulása után ismét átvette Kolínban rabbihivatalát. 1953-ban Brnóba küldték, ahol először a brnói morva-sziléziai regionális rabbi, majd 1961-ben regionális főrabbi lett, és ebben a tisztségben 17 évig, haláláig maradt.
1947-ben megírta a Židovská tragedie című könyvét, amely az egyik első publikáció a csehszlovákiai soáról. Ez egyike azon kevés beszámolóknak, amelyek egy rabbi koncentrációs táborban szerzett tapasztalatairól szólnak. Moritz Reininghaus újságíró az alábbiakat mondta egy 2006-os potsdami felolvasóest alkalmával: Bár a szerző nagyrészt tartózkodik attól, hogy leírja saját szélsőséges élményeit, például a fizikai fájdalmakat, szövegével sikerül lerombolnia egy hazugságnak is nevezhető legendát. Mint ismeretes, a nemzetiszocialista propaganda a Theresienstadti „gettót” arra akarta felhasználni, hogy az egész világgal elhitesse, hogy a zsidókkal rendkívül humánusan bánnak. Nemcsak a Vöröskeresztet tévesztették meg, hanem gyakran maguk az üldözöttek is azt hitték, hogy ez egy biztonságos hely az idősek és kiváltságosok számára. Gyakran az utolsó pénzüket is odaadták, hogy eljöhessenek a „mintavárosba”.

## Családja
Feder az egész családját elvesztette a holokauszt során. Fiát, Viktort 1942. április 28-án a Zamośći gettóba deportálták, ahol végül meggyilkolták. Felesége, Hilda 1942. december 24-én hunyt el Theresienstadtban. Fiát, Evžent és menyét, Růženát, valamint két és fél éves fiukat, Josefet 1944. május 15-én Auschwitzba deportálták és ott meggyilkolták. Lányát, Ruthot és annak férjét, Pavel Hellert és 15 éves fiukat, Waltert 1944. október 28-án Auschwitzban ölték meg.

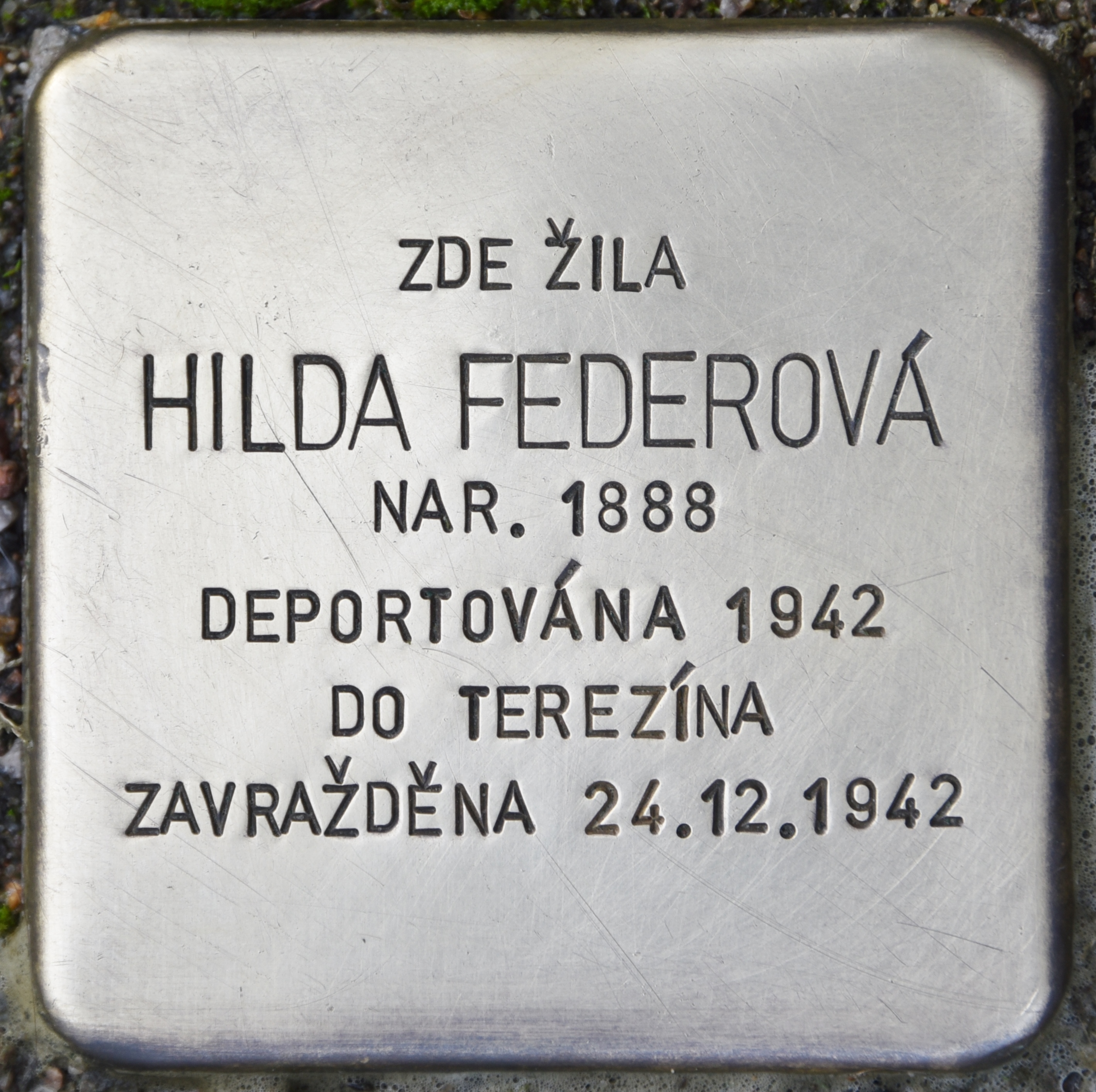
Hilda Federová, felesége
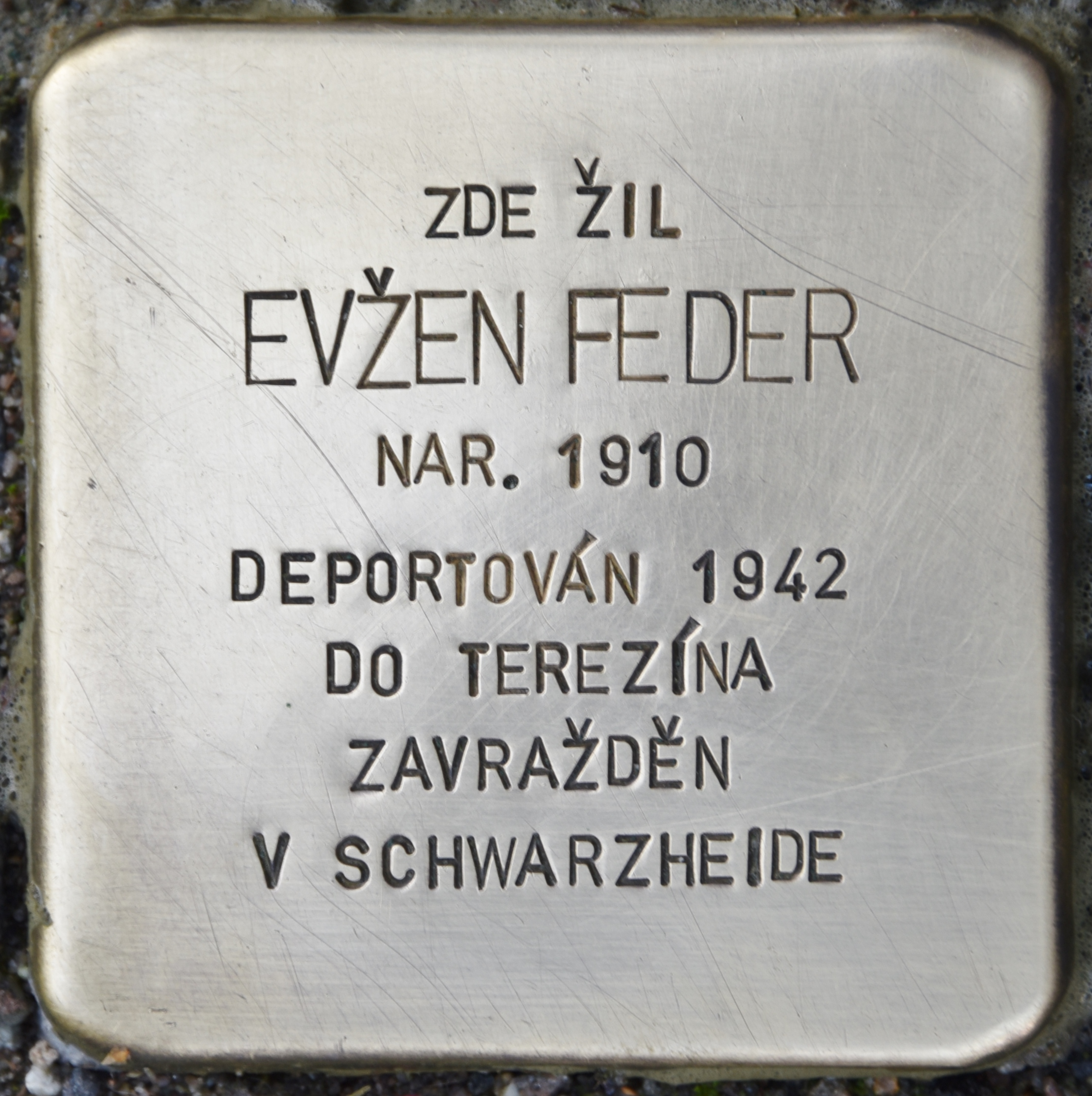
Evžen Feder, fia
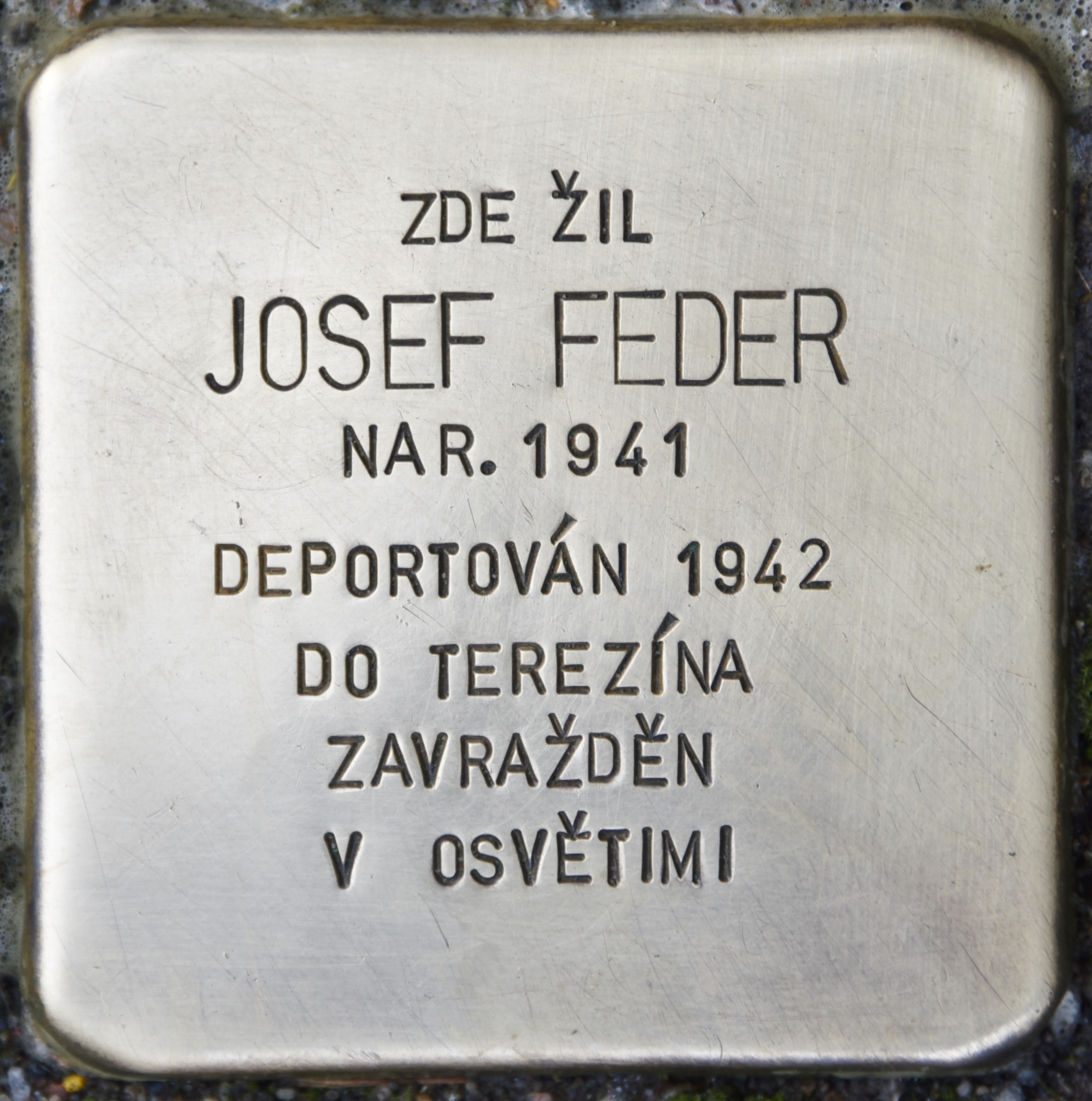
Josef Feder, unokája
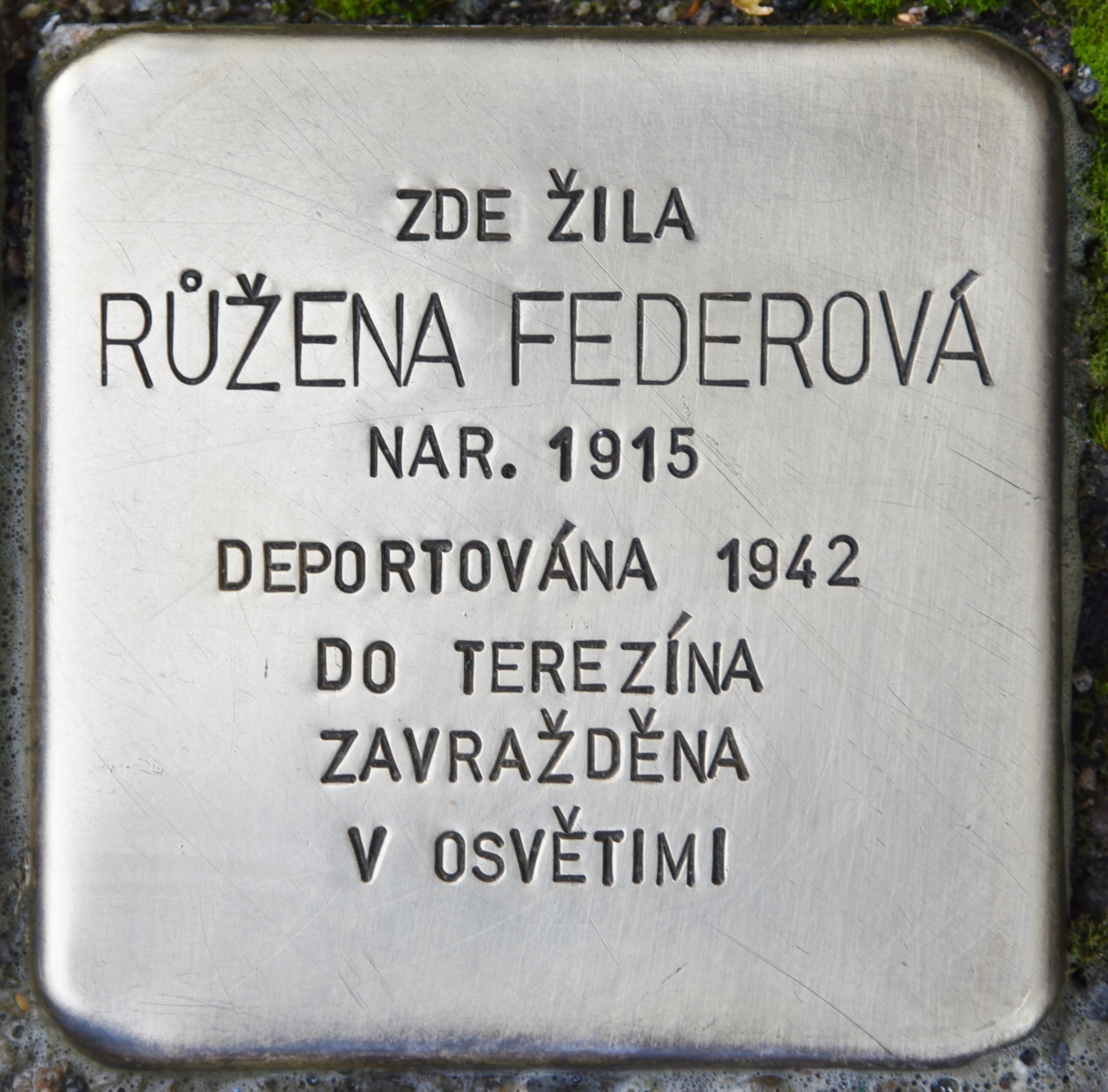
Růžena Federová, menye

## Művei
- Židé a křesťané (1919)
- Hebrejská učebnice (1923)
- Židovská tragédie <Die jüdische Tragödie>, Kolín 1947
- Kolínští židé (historická skizza) <Kolíni zsidók, történelmi vázlat>, in: Českožidovský kalendář (1927/28), 197–207
- Sinaj (učebnice židovského náboženství) (1955)
- Religiöses Leben in Theresienstadt, in:Theresienstadt, hg. vom Rat der jüdischen Gemeinden in Böhmen und Mähren, Wien 1968
- Židovské besídky. Kniha první. Pro zábavu a poučeni dospělejší mládeže židovské Ph.Dr. Richard Feder, Rabin.
- Jüdisches Unterhaltungsbuch, I. Band. Für die Unterhaltung und Belehrung der erwachsenen
- Geschichte der Juden in Olfen: Jüdisches Leben im katholischen Milieu einer Kleinstadt, Braunschweig, 1879
- Jüdische Tragödie – letzter Akt, Potsdam : Verl. für Berlin-Brandenburg, 2004, Dt. Ausg., 1. Aufl.
- Haleluja. Hebrejská řeč (1936) Reprint 2006 (ISBN 80-86057-39-9)

## Fordítás
- Ez a szócikk részben vagy egészben  a   Richard Feder című német Wikipédia-szócikk ezen változatának fordításán alapul.  Az eredeti cikk szerkesztőit annak laptörténete sorolja fel. Ez a jelzés csupán a megfogalmazás eredetét és a szerzői jogokat jelzi, nem szolgál a cikkben szereplő információk forrásmegjelöléseként.